# مات ميرفي (لاعب كرة قدم أمريكية أمريكي)
مات ميرفي (بالإنجليزية: Matt Murphy)‏ هو لاعب كرة قدم أمريكية أمريكي، ولد في 27 يوليو 1989 في لاك فوريست في الولايات المتحدة.

## وصلات خارجية
- مات ميرفي على موقع مرجع كرة القدم المحترفة.كوم (الإنجليزية)